# بوب كالاهان (سياسي)
بوب كالاهان هو محامي وسياسي كندي، ولد في 11 أبريل 1937 في نيويورك في الولايات المتحدة. نشط حزبياً في الحزب الليبرالي في أونتاريو ‏. وقد انتخب عضو برلمان مقاطعة أونتاريو ‏.